# Mount Shearer
Mount Shearer ist ein 2100 m hoher Berg im Norden des ostantarktischen Viktorialands. Im Zentrum der Bowers Mountains ragt er 3 km nordwestlich des Mount Jamroga auf.
Der New Zealand Antarctic Place-Names Committee benannte ihn 1983 nach dem neuseeländischen Politiker Ian John Shearer (* 1941), neuseeländischer Minister für Wissenschaft und Technologie von 1980 bis 1983.